# Crataegus turnerorum
Crataegus turnerorum — вид квіткових рослин із родини трояндових (Rosaceae).

## Біоморфологічна характеристика
Це дерево чи кущ 20–60 дм заввишки. Кора стовбура сіра, пластинчаста. Гілочки прямі або злегка гнучкі; нові гілочки голі, 1-річні світло-коричневі, 2-річні блискучі, старші блідо-попелясто-сірі; колючки на гілочках численні, від прямих до злегка зігнутих, 2-річні чорні, тонкі, 2–5 см. Листки опадні: ніжки листків 25–33% від довжини пластини, запушені, не залозисті; пластини від широко еліптичних до яйцюватих чи вузько зворотно-яйцюватих, 2–3 см, тонкі, основа широко клиноподібна, часток по 2 або 3 з боків, верхівки часток від гоструватих до широко гострих, краї пилчасті крім біля основи, верхівка широко гостра, нижня поверхня гола, верх запушений молодим, потім ± голий. Суцвіття 3–12-квіткові. Квітки 15 мм у діаметрі; чашолистки вузько трикутні; тичинок 15; пиляки пурпурні. Яблука червоні, ± кулясті (злегка сплющені). Період цвітіння: квітень; період плодоношення: вересень і жовтень.

## Ареал
Ендемік Техасу (США).
Населяє чагарники, береги струмків; на висотах 300–600 метрів.